# Lamberto Sechi
Lamberto Sechi (Parma, 16 maggio 1922 – Venezia, 20 giugno 2011) è stato un giornalista italiano, è considerato il padre dei moderni settimanali d'informazione italiani.

## Biografia
Di origini sarde, ebbe le prime esperienze giornalistiche in Emilia tra il 1940 e il 1943 collaborando a periodici locali (Architrave e il Giornale dell'Emilia).

L'attività giornalistica riprese nel dopoguerra. Divenne direttore della Settimana Incom e fondò nel 1957 il mensile femminile Arianna, della Mondadori Editore.
Nel 1965 succedette a Nantas Salvalaggio, fondatore di Panorama, allora mensile.
Ispirandosi all'esperienza della testata americana Time, Sechi trasformò Panorama in un settimanale di formato tabloid e dal taglio veloce, con un linguaggio spigliato e senza nessuna riverenza politica.
Sechi inventò per Panorama lo slogan  "I fatti separati dalle opinioni".
La linea politica del settimanale sotto la direzione Sechi era moderatamente di sinistra (lui la chiamava "kennediana") e decisamente laica. Tutti gli articoli dovevano essere improntati a un medesimo stile, sobrio ma narrativo, con la continua ricerca del retroscena e del dettaglio di colore, in modo da differenziarsi dalla prosa paludata dei quotidiani dell'epoca. 
Alcune rubriche di Panorama, come "Periscopio", facevano discutere per la presenza di gossip e di nudi femminili.
Nel giro di pochi anni Panorama di Sechi divenne il settimanale italiano più letto e il suo successo costrinse anche il principale concorrente L'Espresso a passare al formato tabloid.
Alla scuola di Panorama durante la direzione Sechi crebbero molti noti giornalisti italiani come Giulio Anselmi, Corrado Augias, Claudio Rinaldi, Carlo Rossella, Barbara Palombelli, Carlo Rognoni, Giampiero Mughini, Fiamma Nirenstein, Claudio Sabelli Fioretti e altri. Al giornale collaboravano anche giovani scrittori come Stefano Benni.
Lasciato Panorama nel 1979, Sechi divenne in seguito direttore di quotidiani (come La Nuova Venezia) e di altri settimanali (come L'Europeo), oltre che direttore editoriale dei periodici Rizzoli.
Rimase attivo nel giornalismo fino al 1995.